# Keeley Karsten
Keeley Karsten (* 22. Januar 2010 in New York City, New York) ist eine US-amerikanische Schauspielerin.

## Karriere
Erste Auftritte absolvierte Karsten, 2019 und 2020 in je einer Folge der Fernsehproduktionen Evil – Gesichter des Bösen und Hunters. 2020 stand sie außerdem unter der Regie ihres Vaters Adam Karsten für den Kurzfilm Viceroy vor der Kamera, wofür sie auch das Drehbuch beisteuerte.
Größere Bekanntheit erlangte sie 2022 in der Rolle von Natalie Fabelman im Steven Spielberg-Biopic Die Fabelmans. Darin verkörpert sie die Schwester der Hauptfigur Sammy Fabelman, der von Gabriel LaBelle gespielt wird.
2023 spielte sie im 10-minütigen Kurzfilm Pretty Doesn't Hurt eine Hauptrolle. 2024 wirkte sie in der Komödie Adult Best Friends in einer kleinen Rolle mit.
2025 wurde bekanntgegeben, dass Karsten im geplanten vierteiligen Serienrevival von Malcolm mittendrin als Malcolms Tochter Leah zu sehen sein wird.

## Filmografie
- 2019: Evil – Gesichter des Bösen (Fernsehserie, 1 Folge)
- 2020: Hunters (Fernsehserie, 1 Folge)
- 2020: Viceroy (Kurzfilm)
- 2022: Die Fabelmans
- 2022: Entanglement
- 2023: Pretty Doesn't Hurt (Kurzfilm)
- 2024: Adult Best Friends